# Aconopteroides laevipennis
Aconopteroides laevipennis là một loài bọ cánh cứng trong họ Cerambycidae.